# Alfred Encinar
Alfred Encinar Urzola (* 22. Juli 2003) ist ein spanischer Eishockeyspieler, der seit 2021 erneut beim CH Jaca unter Vertrag steht und mit dem Klub in der spanischen Superliga spielt.

## Karriere
Alfred Encinar begann seine Karriere als Eishockeyspieler in der Jugend des CH Jaca. Nachdem er von 2020 bis 2021 zunächst beim Toulouse Blagnac Hockey Club und dann bei den Boxers de Bordeaux in der französischen U20-Liga gespielt hatte, kehrte er nach Jaca zurück und spielt dort seither in der spanischen Superliga. 2023 und 2024 wurde er jeweils mit dem Klub spanischer Meister und Pokalsieger.

### International
Für Spanien nahm Encinar im Juniorenbereich an der U18-Weltmeisterschaft 2019 und den U20-Weltmeisterschaften 2020, 2022 und 2023 jeweils in der Division II teil.
Im Seniorenbereich stand er erstmals bei der Weltmeisterschaft 2022 in der Division II im spanischen Aufgebot. Auch 2023, als ihm mit den Iberern nach zwölf Jahren die Rückkehr in die Division I gelang, spielte er in der Division II. Bei den Weltmeisterschaften 2024 und 2025 spielte er dann in der Division I. Zudem vertrat er seine Farben bei der Olympiaqualifikation für die Winterspiele in Mailand 2026.

## Erfolge und Auszeichnungen
- 2023 Spanischer Meister und Pokalsieger mit dem CH Jaca
- 2023 Aufstieg in die Division I, Gruppe B, bei der Weltmeisterschaft der Division II, Gruppe A
- 2024 Spanischer Meister und Pokalsieger mit dem CH Jaca